# Daniela
Daniela je ženské křestní jméno. Jde o ženskou podobu jména Daniel, které pochází z hebrejštiny a znamená Bůh je můj soudce. Podle českého kalendáře má svátek 9. září.

## Domácké podoby
Dana, Daňa, Dáňa, Danča, Danda, Dani, Danielka, Dája, Dany, Dájina, Dáda, Danka, Danuš

## Statistické údaje
Následující tabulka uvádí četnost jména v ČR a pořadí mezi ženskými jmény ve srovnání dvou roků, pro které jsou dostupné údaje MV ČR – lze z ní tedy vysledovat trend v užívání tohoto jména:
| Rok       | Četnost    | Pořadí   |
| 1999      | 22 172     | 62.      |
| 2002      | 22 609     | 61.      |
| Porovnání | o 437 více | o 1 lépe |
| 2006      | 24 478     | 59.      |

Změna procentního zastoupení tohoto jména mezi žijícími ženami v ČR (tj. procentní změna se započítáním celkového úbytku žen v ČR za sledované tři roky 1999–2002) je +2,8%.

## Známé nositelky jména
- Daniela Anschützová-Thomsová (* 1974), německá rychlobruslařka
- Daniela Bártová (* 1974), česká atletka, skokanka o tyči a sportovní gymnastka
- Daniela Bedáňová (* 1983), česká tenistka
- Daniela Bianchi (* 1942), italská herečka a modelka
- Daniela Brzobohatá, rozená Písařovicová (* 1978), česká moderátorka a redaktorka
- Danielle Campbell (* 1995), americká herečka
- Daniela Ceccarelliová (* 1975), italská alpská lyžařka
- Danielle Darrieuxová (1917–2017), francouzská herečka
- Daniela Dessìová (1957–2016), italská operní pěvkyně
- Daniela Drtinová (* 1970), česká novinářka a televizní moderátorka
- Daniela Filipiová (* 1957), česká politička
- Daniela Hantuchová (* 1983), slovenská tenistka
- Daniela Choděrová (* 1974), česká herečka a scenáristka
- Daniela Jaworská (* 1946), polská oštěpařka
- Daniela Kolářová (* 1946), česká herečka
- Daniela Kovářová (* 1964), česká právnička, politička a spisovatelka
- Daniela Meuliová (* 1981), švýcarská snowboardistka
- Daniela Peštová (* 1973), česká modelka
- Danielle Steel (* 1947), americká spisovatelka
- Daniela Šinkorová (* 1972), slovenská herečka a zpěvačka
- Daniela Wutteová (* 1977), německá herečka